# Алленби, Эдмунд
Э́дмунд Ге́нри Хи́нман А́лленби, 1-й виконт Алленби (англ. Edmund Henry Hynman Allenby, 1st Viscount Allenby; 23 апреля 1861 — 14 мая 1936) — британский фельдмаршал.
Участвовал в Англо-бурской и Первой мировой войнах, прославился в сражении у Мегиддо, считающемся последним классическим сражением с применением кавалерии.

## Биография
Алленби родился в 1861 году в Англии. Окончил королевскую военную академию в Сэндхерсте. После окончания учёбы попал в 6-й драгунский батальон (6th Inniskilling Dragoons).

### Англо-бурская война
Алленби был направлен на прохождение службы в Африку, сперва в район современной Ботсваны, потом — в «Зулуленд». В 1890 году он вернулся в Англию вместе с частью. В 1897 году получил звание майора.
В 1898 году Алленби перешёл в Третью кавалерийскую бригаду, расквартированную в Ирландии; и в 1899 году вновь отправился в Африку, где началась Вторая Англо-бурская война. Закончив войну в чине полковника, Алленби вернулся в Англию в 1902 году и принял командование отборными кавалерийскими частями (5th Royal Irish Lancers). С 1905 года до 1910 год Алленби командовал 4-й кавалерийской бригадой. После этого, учитывая его большой опыт в кавалерии, Алленби назначили инспектором кавалерии.

### Первая мировая война
Вначале Алленби был отправлен на Западный фронт, был назначен командующим кавалерийской дивизии и отличился в сражении при Монсе, прикрывая английское отступление. В 1915 году Алленби командовал пятым корпусом во втором Ипрском сражении. В октябре того же года был назначен командующим Третьей английской армией, но смещён после того, как в сражении при Аррасе не использовал прорыв для продвижения.

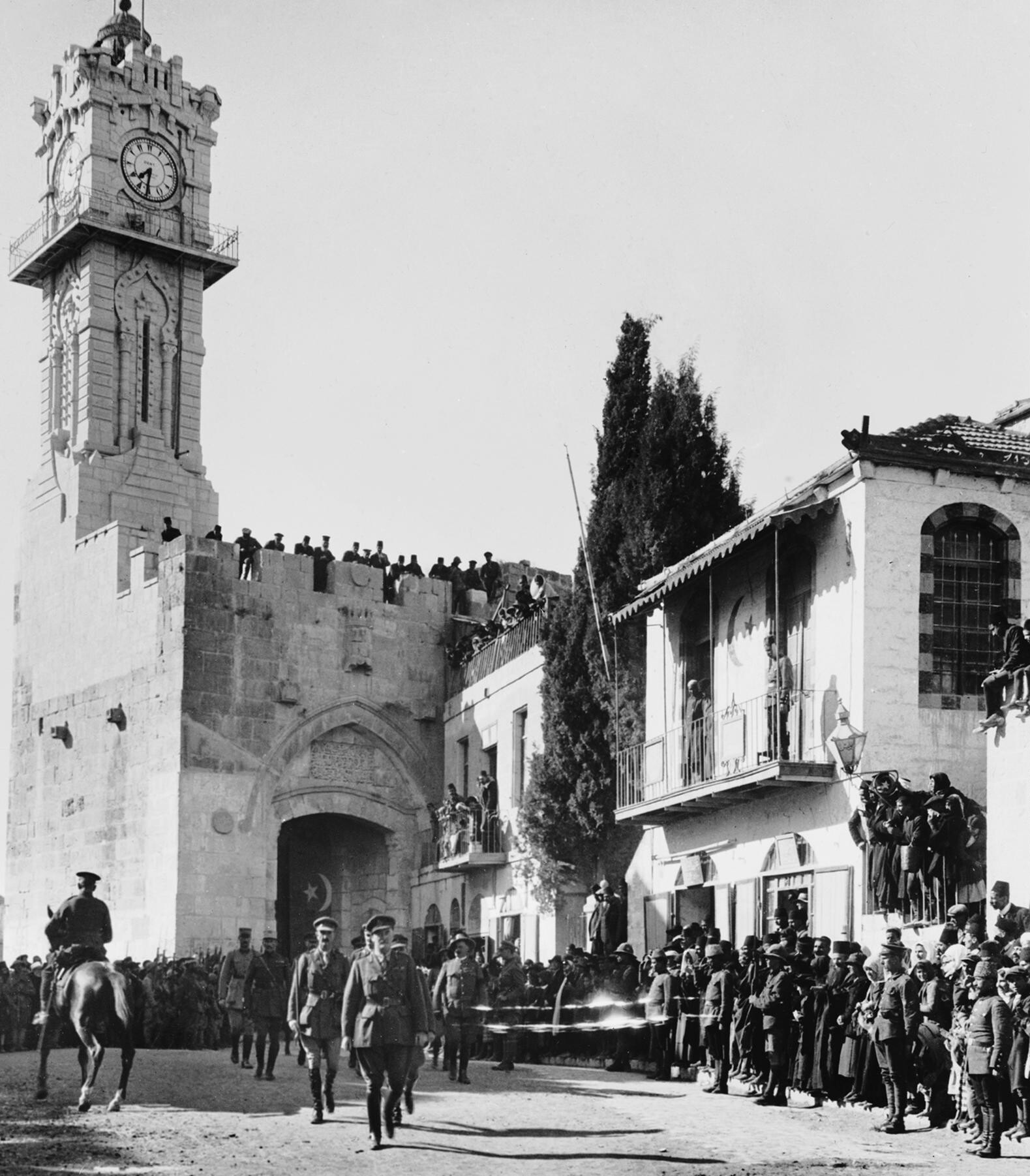
Алленби входит пешком в иерусалимские ворота

В 1917 Алленби сменил сэра Арчибальда Мюррея на посту командующего Египетским экспедиционным корпусом. Сразу после прибытия он узнал, что его единственный сын погиб на Западном фронте. Алленби перенёс штаб из Каира в прифронтовой Рафах, реорганизовал свои силы и ввел в войсках строгую дисциплину. Кроме того, Алленби наладил постоянное финансирование Лоуренса Аравийского.
Проанализировав причины неудач своего предшественника, Алленби смог захватить Газу, направив войска не в лобовую атаку, а в обход, захватив Беэр-Шеву (кроме того, Алленби предпринял усилия по дезинформации противника). Это позволило англичанам перейти в наступление на палестинском фронте, и 9 декабря они взяли Иерусалим. Алленби со своими офицерами вошёл в город пешком, а не верхом, отдавая дань значению святого города.

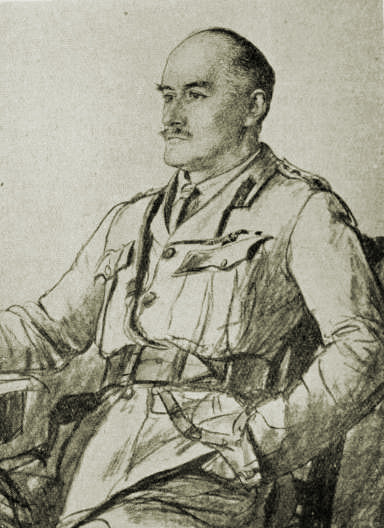
Генерал Алленби на рисунке 1917 года

Атаки немцев на Западном фронте не позволяли англичанам перебрасывать на ближний восток подкрепления, и после неудачных попыток захвата Аммана в марте и апреле 1918 года Алленби прекратил наступление. Прибытие новых войск из колоний (Австралии, Новой Зеландии, Индии, Южной Африки; эти части были переброшены из Месопотамии и с Западного фронта) позволило ему возобновить операцию. После многих обманных манёвров и симуляции деятельности в долине Иордана, а также нападений отрядов Лоуренса Аравийского на объекты в турецком тылу, Алленби направил основной удар вдоль побережья. Менее чем за сутки английские войска достигли Назарета, Мегиддо и Дженина; а в последующие дни были захвачены Хайфа и Амман. В течение нескольких дней английская кавалерия, пользуясь поддержкой английской авиации (обладавшей абсолютным превосходством), зашла в тыл туркам и перекрыла им путь к отступлению. Прорвав последнюю линию обороны турок, англичане 27 сентября заняли Даръа, 1 октября — Дамаск, 8 октября — Бейрут, а 26 октября — Алеппо. 30 октября Турция капитулировала.

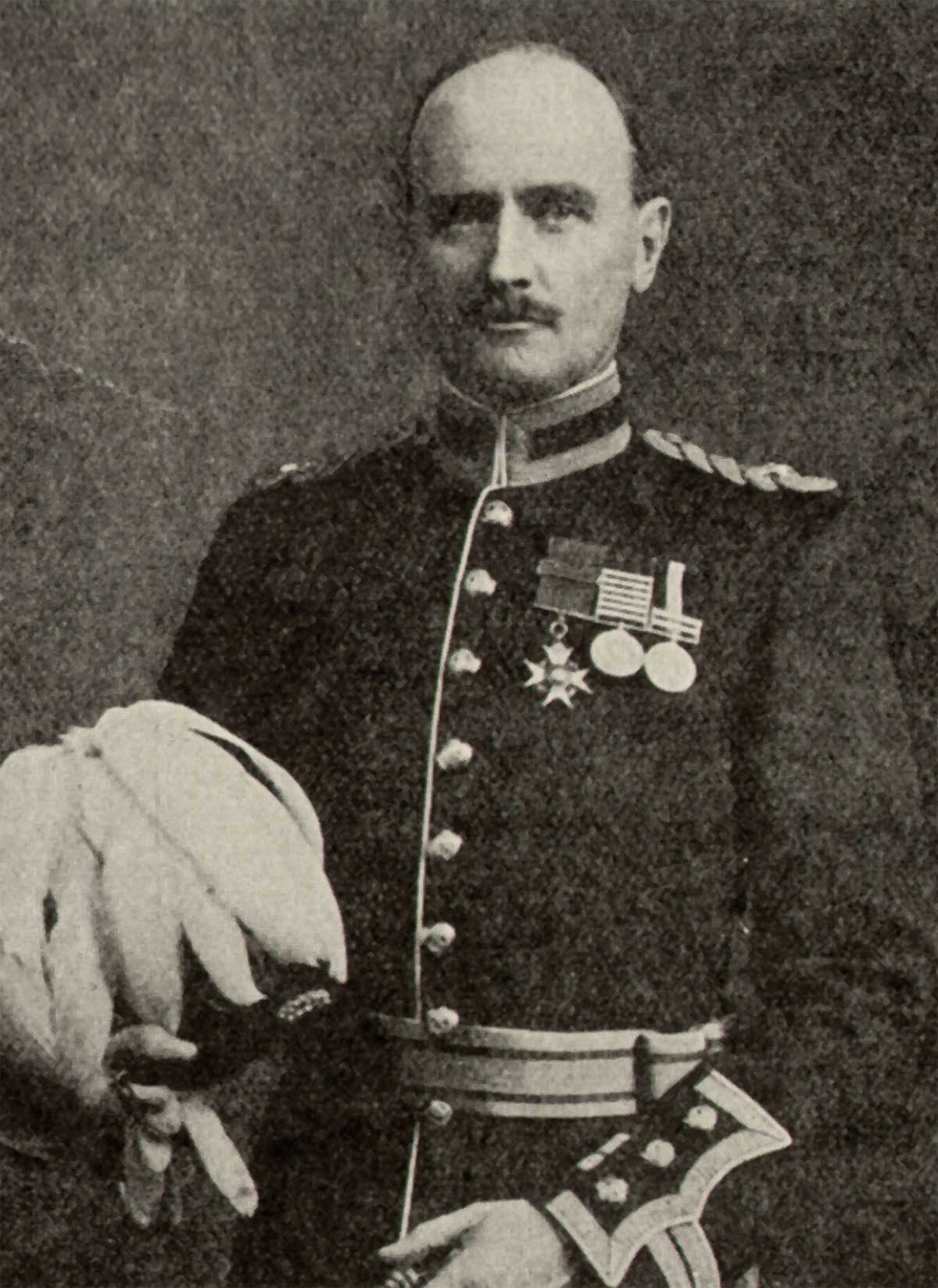
Эдмунд Алленби

## Послевоенный период
В 1919 году Алленби получил звание фельдмаршала и титул виконта Мегиддо и Феликстоу. Он оставался на Ближнем Востоке до 1925 в качестве Верховного комиссара (англ. High Commissioner) Египта и Судана, до получения ими независимости. Алленби ушёл в отставку в 1925 году. 
С 1926 — ректор Эдинбургского университета. 
Умер в Лондоне в 1936 году, от разрыва аневризмы сосудов головного мозга.

## Память
Имя Алленби носят названия улиц во многих городах Израиля и в Бейруте; например, в Тель-Авиве улица Алленби — одна из центральных торговых улиц; его именем назван в Израиле и один из мостов через Иордан (впрочем, Иордания называет его «мост короля Хусейна»). Также в Торонто (Канада) есть улица его имени. Роль генерала Алленби в эпическом байопике «Лоуренс Аравийский» исполнил Джек Хокинс.